# Concurs televisiu
Un concurs televisiu o concurs de televisió és un programa televisiu en què els participants, sigui sols, en parella o en equip, han de respondre a qüestions o realitzar proves diverses amb la finalitat d'obtenir punts, amb les quals sovint poden obtenir un premi. Tenen el seu origen en programes similars que s'emetien per la ràdio a mitjan segle xx. Tot sovint, són franquícies creades per una emissora o una companyia especialitzada. Si un concurs té bons resultats d'audiència, se’n venen els drets per a realitzar-ne versions adaptades a altres països i llengües. De vegades, els concursos formen part d'un altre programa, habitualment de varietats. En tenir per certs intel·lectuals una mala reputació de «mer divertiment ximple», concursos com ara La caixa sàvia o El gran dictat van provar que la divulgació cultural i el concurs televisiu «poden anar de bracet». «El fet que la majoria experimenti més plaer davant d'un concurs televisiu que davant d'un llibre no anuncia el final de la literatura, sinó simplement que en els valors de la nostra societat no ocupa un lloc preferent.»
Una variant n'és el xou d'impacte, un concurs en realitat al qual dia rere dia els participants són eliminats per fracassar a proves o per vot popular de l'audiència.
Alguns dels concursos més populars a Catalunya han estat Filiprim, Vostè jutja, El gran dictat, Tres pics i repicó, Setciències, Bocamoll, Amor a primera vista…
Els premis poden adverar-se menys espectaculars que l'anunci, perquè, entre d'altres, a l'Estat Espanyol, Hisenda els grava quan són superiors a 2500 euros amb un impost de 21% i a més són sotmesos a l'impost sobre la renda (IRPF).